# Panicum effusum
Panicum effusum är en gräsart som beskrevs av Robert Brown. Panicum effusum ingår i släktet vipphirser, och familjen gräs. Inga underarter finns listade i Catalogue of Life.

## Bildgalleri

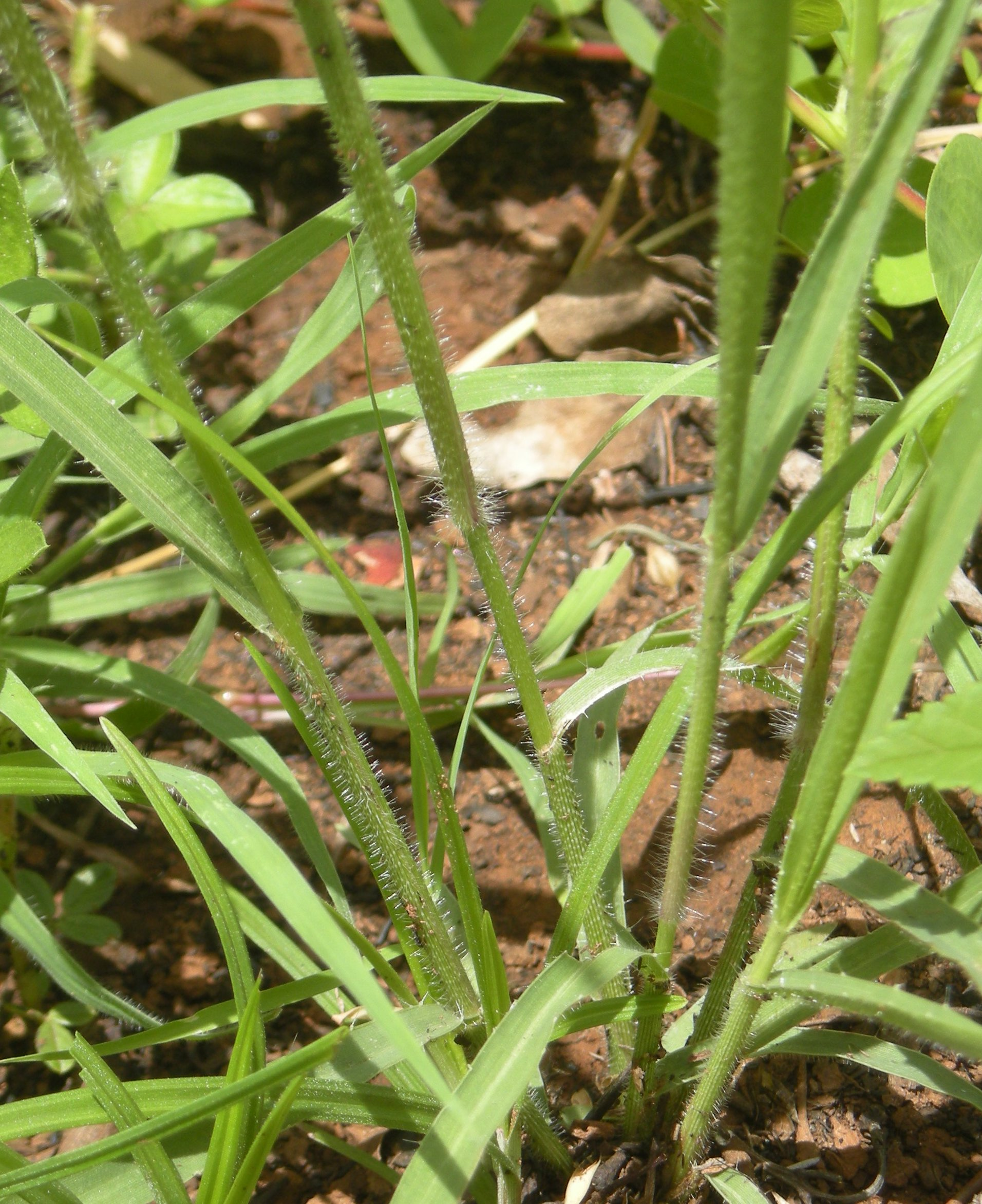
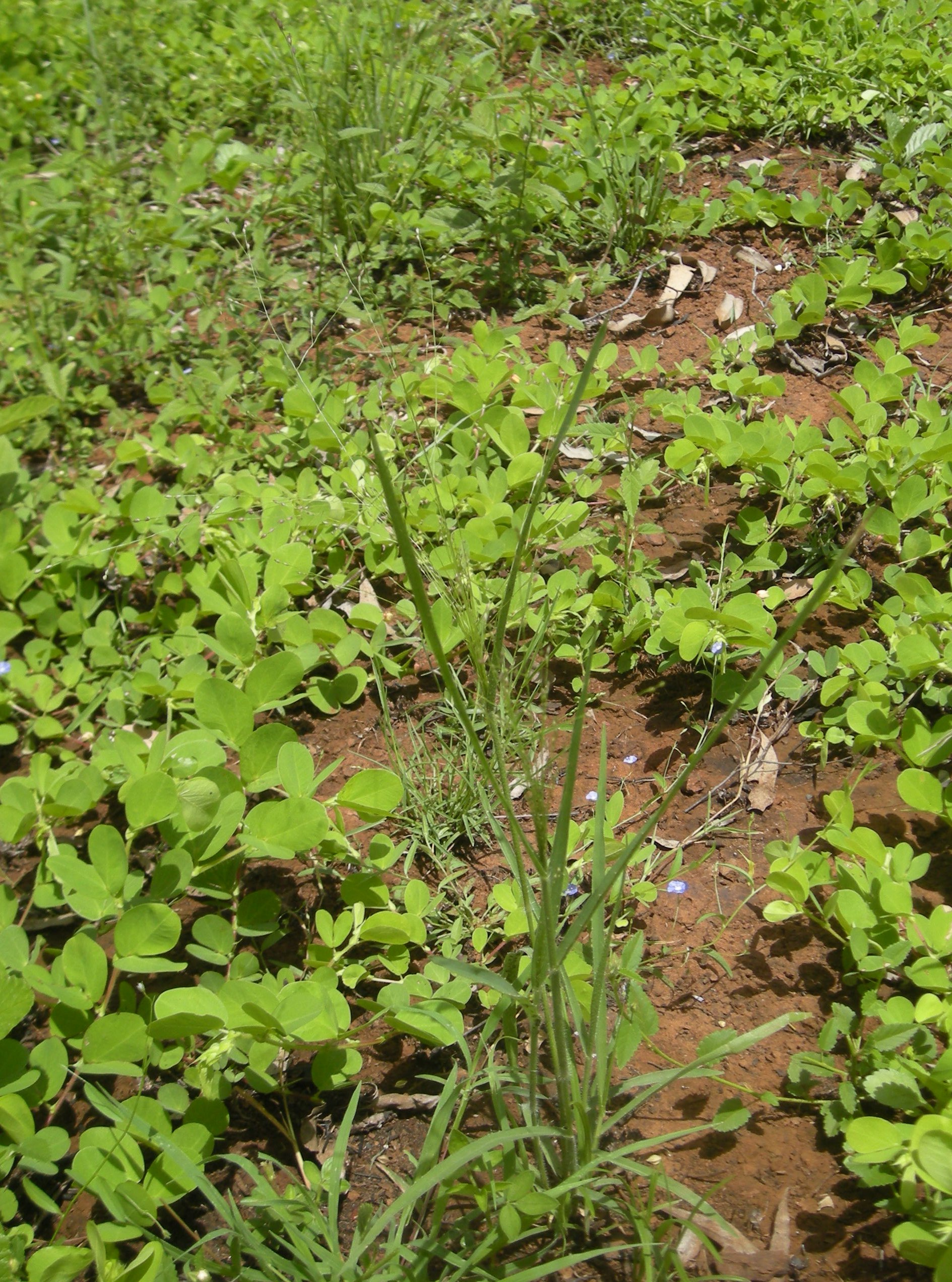
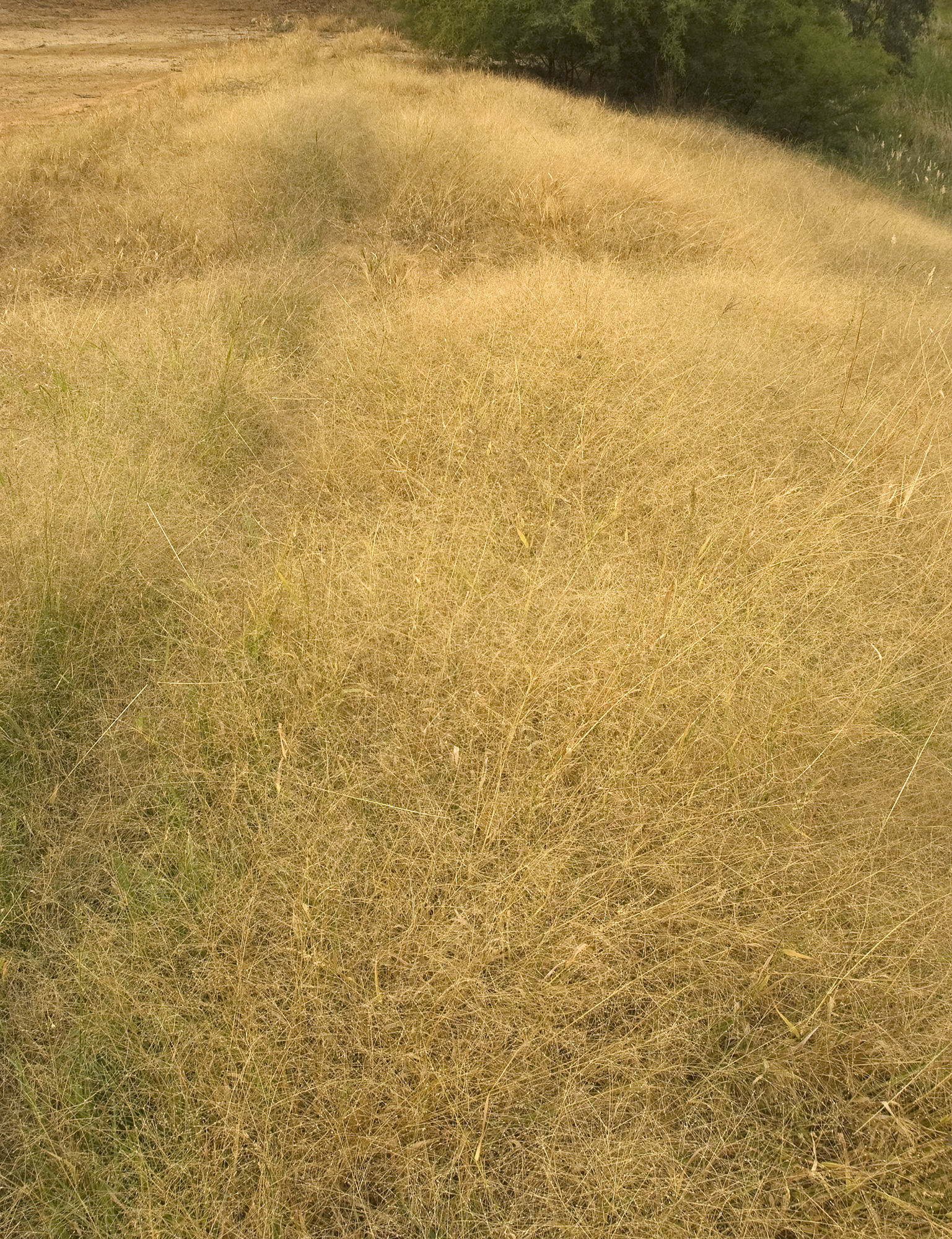